# Église de la Synaxe-de-la-Mère-de-Dieu de Limours
 (juillet 2018).
Si vous disposez d'ouvrages ou d'articles de référence ou si vous connaissez des sites web de qualité traitant du thème abordé ici, merci de compléter l'article en donnant les références utiles à sa vérifiabilité et en les liant à la section « Notes et références ».
L'église de la Synaxe-de-la-Mère-de-Dieu, située à Limours, dans le département de l'Essonne, est l'église de la Métropole orthodoxe roumaine d'Europe occidentale et méridionale.
L'édifice, inauguré le 23 octobre 2005, est construit en bois (sapin et chêne) provenant de Roumanie, conformément à la tradition spécifique des églises en bois du Maramures (région située au nord de la Roumanie, non loin des confins de la Hongrie et de l'Ukraine).

## Historique
En 2001, l'archevêché roumain d'Europe occidentale et méridionale s'installe à Limours dans une propriété boisée et conçoit le projet d'une église de tradition roumaine à construire sur son domaine. La même année, l'archevêque devient métropolite. L'État roumain ayant donné son accord, le projet prend la forme d'une église en bois telle qu'il s'en trouve dans la région de Maramures. L'architecte, Ovidiu Milea, dessine les plans de l'édifice cruciforme qui mesurera 14,40 m de long, 8,53 m de large et 25 m de hauteur en haut de la croix du clocher. 100 m3 de bois seront utilisés et sont préparés en Roumanie avant d'être amenés par camions. Le plan respecte la tradition des églises orthodoxes avec exonarthex, narthex, nef et sanctuaire (ce dernier séparé de la nef par une iconostase).    
C'est le 7 avril 2003 que le permis de construire est délivré ; une équipe d'ouvriers vient spécialement de Roumanie pour réaliser la construction selon les méthodes traditionnelles. Le chantier est déclaré ouvert le 11 juillet et les travaux sont rapidement menés puisque le nettoyage final du chantier a lieu les 16 et 17 septembre de la même année. Sur une dalle de béton, l'ensemble de la construction est en bois, y compris la couverture en bardeaux. 
Comme le veut la tradition, l'intérieur de l'église est entièrement décoré de fresques de style byzantin, exécutées par un diacre roumain d'Alba Iulia, Nicolae Bradu-Bălan, de 2005 à 2008. 
L'église est précédée par une arche d'entrée monumentale en bois sculpté.       